# نايجل هنري
نايجل هنري (بالإنجليزية: Nigel Henry)‏ (29 مايو 1976 في ترينيداد وتوباغو - ) هو لاعب كرة قدم أمريكي في مركز الدفاع. شارك مع منتخب ترينيداد وتوباغو لكرة القدم. أما مع النوادي، فقد لعب مع إمباكت مونتريال وتشارلستون بيتري وToronto Lynx ‏ وPuerto Rico Islanders ‏ وKiruna FF ‏ وHershey Wildcats ‏ وLa Horquetta Rangers F.C. ‏.

## وصلات خارجية
- نايجل هنري على موقع قاعدة بيانات كرة القدم.إي يو (الإنجليزية)
- نايجل هنري على موقع ناشيونال فوتبول تيمز (الإنجليزية)
- نايجل هنري على موقع عالم كرة القدم.نت (الإنجليزية)